# الیزابت ریسدون
الیزابت ریسدون (انگلیسی: Elisabeth Risdon؛ ۲۶ آوریل ۱۸۸۷ – ۲۰ دسامبر ۱۹۵۸) یک هنرپیشه اهل انگلستان بود. وی بین سال‌های ۱۹۱۳ تا ۱۹۵۶ میلادی فعالیت می‌کرد.

## بخشی از فیلمشناسی
از فیلم‌ها یا برنامه‌های تلویزیونی که وی در آن نقش داشته‌است می‌توان به آثار زیر اشاره کرد.
- خانه (۱۹۱۵)
- فلورانس نایتینگل (فیلم) (۱۹۱۵)
- استر (فیلم) (۱۹۱۶)
- جنایت و مکافات (۱۹۳۵)
- تئودورا وحشی می‌شود (۱۹۳۶)
- مانکن (۱۹۳۷)
- راهی به فردا ساختن (۱۹۳۷)
- بن‌بست (۱۹۳۷)
- ماجراهای هاکلبری فین (فیلم ۱۹۳۹) (۱۹۳۹)
- دهه پرشور بیست (۱۹۳۹)
- آبه لینکلن در ایلینوی (۱۹۴۰)
- دختر نجیب؟ (۱۹۴۱)
- باد وحشی را درو کن (۱۹۴۲)
- برداشت محصول تصادفی (۱۹۴۲)
- زن عجیب و غریب (۱۹۴۴)
- روح کانترویل (فیلم ۱۹۴۴) (۱۹۴۴)
- نادیده (فیلم ۱۹۴۵) (۱۹۴۵)
- زندگی با پدر (۱۹۴۷)
- عزا برازنده الکتراست (۱۹۴۷)
- بادیگارد (۱۹۴۸)